# Саті (богиня)
Саті́ (санскр. सती), також Дакшаяні (санскр. दाक्षायणी) — дочка Дакші і дружина бога Шіви, що описується в пуранічні літературі індуїзма.
Існують кілька схожих варіантів історії про жертвопринесення Дакші.
Спільною для них є наступна сюжетна канва: Дакша, влаштовуючи сваямвару (один з різновидів весільних ритуалів) своєї дочки, не запросив на неї Шіву. Саті, тим не менш, не захотіла іншого чоловіка. Коли вона підкинула вгору весільну гірлянду, призначену для нареченого, та, згідно з її бажанням, впала на Шіву, який раптово з'явився в потрібному місці. Але після конфлікту з Дакшею той усунув Шіву від жертвопринесення, в якому брали участь інші боги. У результаті Саті кинулася у вогонь.
За однією з версій, Дакша не запросив Шіву, оскільки не вважав його богом. Потім Дакша не погодився з вибором дочки і тому відсторонив Шіву від жертвопринесення. Ображена Саті зажадала у нареченого, щоб він зруйнував жертвоприношення. Чи не стерпівши приниження, вона кинулася у вогонь і згоріла. З обгорілим у священному вогні тілом Саті Шіва довго блукав по світу, поки Вішну не розрубав його на безліч шматків і не розкидав їх по світу, зробивши місця їх падіння центрами паломництва. Через деякий час Саті відродилася в образі Парваті, дружини Шіви.
За іншою версією, Дакша був проти весілля, так як Шіва був жахливий виглядом і схильностями. Але йому довелося погодитись з вибором доньки. Весілля ж зірвалося через те, що Шіва, ображений, не надав почестей батькові нареченої, і той прокляв його, відмовивши в жертві. Шіва створив у своєму гніві жахливе чудовисько, що зруйнувало все навколо, а сам відсік Дакші голову. Коли гнів Шіви стих, він став оживляти мертвих, але Саті, в спокутування його вчинку, вчинила самоспалення.
Слово «саті» в Індії стало загальним: так називають жінок, що спалюють себе живцем на поховальному вогнищі чоловіка в ході однойменного ритуалу — саті.